# Steve Sampson
Steve Sampson (* 19. Januar 1957 in Salt Lake City) ist ein US-amerikanischer Fußballtrainer.

## Spielerkarriere
Als 18-Jähriger begann er 1975 mit dem College-Fußball am Foothill Community College in Los Altos Hills. Aufgrund seiner starken Leistungen wurde er 1976 in das All-America-Team des Bundesstaates Kalifornien berufen, in jenes nur die besten Amateurspieler kommen. Die folgenden beiden Jahre spielte er noch für das Fußballteam der San José State University und erlangte dort auch seinen akademischen Abschluss. Danach ging er auf die Stanford University und machte seinen Master im Bereich Pädagogik.

## Trainerkarriere

### College-Fußball
Während seines Masterstudiums übernahm er bereits mit 21 Jahren das Traineramt bei der College-Mannschaft der Awalt High School in Mountain View. Nach seinem Abschluss ging er zurück zum Foothill Community College und fungierte als Assistenztrainer der Mannschaft, in jener er fünf Jahre zuvor noch selbst gespielt hatte. 1982 heuerte er bei der University of California, Los Angeles an, blieb dort drei Jahre als Co-Trainer tätig und konnte mit dem übrigen Trainergespann 1985 den Gewinn der National-Collegiate-Athletic-Association-Meisterschaft feiern. Nach diesem Erfolg stellte ihn die Santa Clara University als Trainer ein. Dort erreichte Sampson 1989 seinen bis dahin größten Erfolg als Trainer einer Hochschulmannschaft und gewann mit seinem Team wie vier Jahre zuvor als Co-Trainer von UCLA die National Collegiate Athletic Association-Meisterschaft. Im Finale bezwang man die Virginia Cavaliers, deren damaliger Trainer Bruce Arena war. In derselben Saison wurde Steve Sampson zum NCAA-Trainer des Jahres gewählt. Bis 1993 blieb er noch Trainer bei Santa Clara, jedoch ohne weiteren zählbaren Erfolg.

### Nationalmannschaft der Vereinigten Staaten
Mit 36 Jahren bekam er dann als Co-Trainer der Fußballnationalmannschaft der Vereinigten Staaten die Chance national und international auf sich aufmerksam zu machen, denn der damalige Cheftrainer war kein Geringerer als Bora Milutinović. Zusammen mit ihm betreute er das Nationalteam bei der Fußball-Weltmeisterschaft 1994 im eigenen Land. Neben seinen Pflichten als Co-Trainer war Sampson nebenbei auch noch Vizepräsident des damaligen Organisationskomitees der Weltmeisterschaft. Nach dem Abgang von Milutinović wurde er im April 1995 zunächst als Interimstrainer der Nationalmannschaft benannt. Doch er löste seine Aufgaben gut und schaffte noch im selben Jahr einen überraschend guten vierten Platz bei der Copa América, sodass er im August 1995 zum Cheftrainer befördert wurde. Kurz vor der Weltmeisterschaft 1998 siegte das Team im Februar während des CONCACAF Gold Cup gegen Brasilien und steckte sich damit hohe Erwartungen für die Fußball-Weltmeisterschaft 1998. Doch entgegen allen Erwartungen verlor die Mannschaft alle drei Gruppenspiele und schied somit aus. Am 29. Juni 1998 trat Sampson in der Konsequenz daraus von seinem Amt zurück.

### Costa-ricanische Fußballnationalmannschaft
Nach vierjähriger Abstinenz kehrte er 2002 auf den Trainerstuhl zurück und übernahm die Costa-ricanische Fußballnationalmannschaft. Damit wurde er zum ersten US-amerikanischen Fußballtrainer der eine ausländische Nationalmannschaft trainiert. Unter seiner Regentschaft kletterte das Team in der FIFA-Weltrangliste bis auf Platz 17, was bis heute die Rekordmarke darstellt. Trotz seiner Erfolge wurde er 2004 gekündigt und kehrte in seine Heimat zurück.

### Rückkehr in die Vereinigten Staaten
Als neuer Trainer von Los Angeles Galaxy gelang ihm 2005 prompt das Double, indem er Meisterschaft und Pokal gewann. In der Folgesaison konnte der Erfolg jedoch nicht fortgesetzt werden und Sampson wurde am 6. Juni 2006 entlassen. Seit dem 4. Dezember 2014 trainiert er das Team der California Polytechnic State University.

## Sonstige berufliche Stationen
Neben seinen Trainerstationen ist Sampson seit 2006 Präsident des Global Sports Institute und der dazugehörigen Steve Sampson Soccer Academy. Er arbeitete als Funktionär, Consultant und Analyst für verschiedene Vereine und Firmen, unter anderem von 2012 bis 2014 bei den Time Warner Cable Deportes und Televisa Deportes im Fernsehen.

## Titel
- Trainer des Jahres der National Collegiate Athletic Association: 1989
- National-Collegiate-Athletic-Association-Meisterschaft: 1989
- US-amerikanischer Meister: 2005
- US-amerikanischer Pokalsieger: 2005